# Yacine Saandi
Yacine Saandi (ur. 1 kwietnia 1987 w Marsylii) – komoryjski piłkarz występujący na pozycji pomocnika.

## Kariera klubowa
Saandi urodził się we Francji w rodzinie pochodzenia komoryjskiego. Karierę piłkarską rozpoczynał w 2005 roku we francuskim amatorskim zespole SCO La Cayolle. W 2007 roku przeszedł do czwartoligowego klubu US Marignane. Następnie grał w także czwartoligowym RCO Agde, a także w hiszpańskim czwartoligowcu CD Cudillero. Potem wrócił do Francji, gdzie grał w rezerwach klubów Nîmes Olympique oraz Grenoble Foot 38.
W 2013 roku Saandi wyjechał na Reunion, gdzie grał w drużynach US Sainte-Marienne, USS Tamponnaise, AJ Petite-Île, CS Saint-Denis, AS Marsouins oraz Saint-Denis ÉFA. W 2013 roku wraz z US Sainte-Marienne zdobył mistrzostwo Reunionu.

## Kariera reprezentacyjna
W reprezentacji Komorów zadebiutował 10 sierpnia 2007 w zremisowanym 1:1 meczu Igrzysk Wysp Oceanu Indyjskiego z Reunionem. Drużyna Komorów zakończyła tamten turniej na fazie grupowej. 30 maja 2014 w zremisowanym 1:1 pojedynku kw. do PNA 2015 z Kenią strzelił swojego jedynego gola w kadrze.
W latach 2007–2015 w drużynie narodowej rozegrał dziewięć spotkań.